# Норт, Чандра
Чандра Норт (англ. Chandra North; род. 31 июля 1973, Даллас) — американская модель, известная как одна из ангелов Victoria's Secret в 1998 году.

## Биография
Родилась в Далласе, штат Техас. В детстве занималась балетом, планировала стать профессиональной балериной. Во время обучения в Южном методистском университете, была замечена модельным агентом. Вскоре после этого подписала контракт с агентством Ким Доусон (Kim Dawson Agency) в Далласе и получила работу фотомодели, снималась в рекламе для местных газет и каталогов универмагов.
В 1991 году уехала из Техаса в Нью-Йорк, где профессионально обучалась танцевальному мастерству. Вскоре после переезда в Нью-Йорк продолжила модельную карьеру и переехала в Париж.
В 1997—1998 годах принимала участие в показах: Ann Demeulemeester, Anna Sui, Badgley Mischka, Bill Blass, Cerruti 1881, Chanel, Christian Dior, DKNY, Dolce & Gabbana, Donna Karan, Fendi, Givenchy, Gucci, Hermès, Iceberg, Isaac Mizrahi, Jean Colonna, John Galliano, Lanvin, Martine Sitbon, Max Mara, Michael Kors, Missoni, Moschino, Oscar de la Renta, Paco Rabanne, Ralph Lauren, Richard Tyler, Sonia Rykiel, Todd Oldham, Valentino, Vivienne Westwood, Alessandro Dell'Acqua, Carolina Herrera, Chloé, Eric Bergere, Ellen Tracy, Jill Stuart, Marc Jacobs, Missoni, Narciso Rodriguez.
Снималась для обложек журналов: Vogue, Elle, Marie Claire и Harper’s Bazaar. В 1999 году снялась для ежегодного календаря Pirelli.